# Gestads missionsförsamling
Gestads missionsförsamling är en frikyrkoförsamling tillhörande Södra Dals missionskrets och ÖrebroVärmlandDals distrikt av Svenska Missionskyrkan.
Församlingen har ett missionshus strax söder om Gestad kyrka i dalslandsdelen av Vänersborgs kommun.
Man har ett gott samarbete med Svenska kyrkan, bland annat kring söndagsskolarbetet.